# Björn Lyrvall

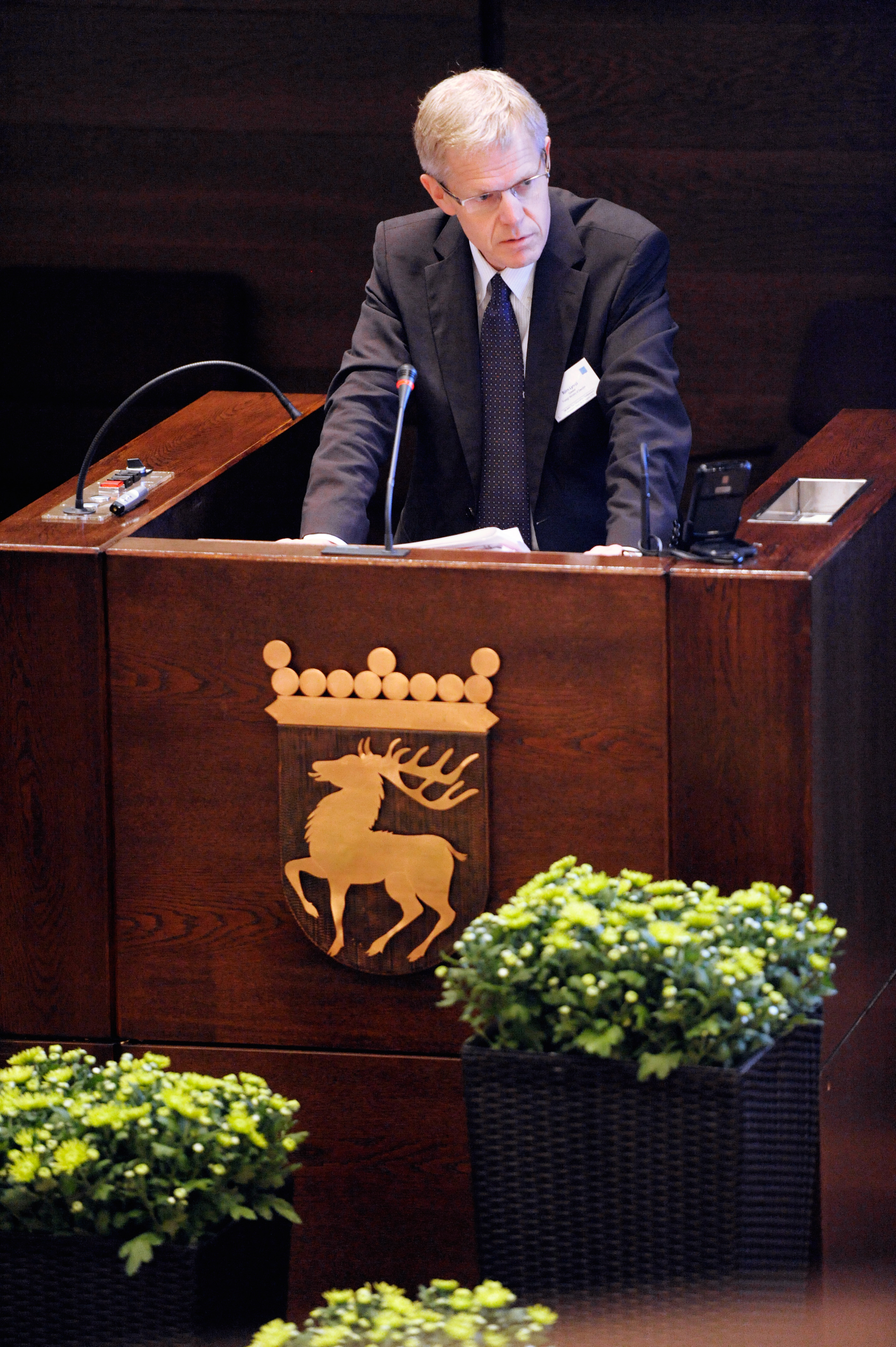
Björn Lyrvall 2010.

Björn Olof Lyrvall, född 1960, är en svensk diplomat och ämbetsman. Han var Sveriges ambassadör i Washington 2013–2017.
Han har varit anställd på Utrikesdepartementet sedan 1985 och bland annat tjänstgjort som översättare i Leningrad och Moskva samt som ambassadråd i Bryssel och London. Ett nära samarbete med Carl Bildt inleddes 1995–1996 när de mäklade fred i det sönderfallande Jugoslavien. Lyrvall var 2003–2007 minister med ställning som ambassadör vid svenska EU-representationen i Bryssel och Sveriges representant i Kommittén för utrikes- och säkerhetspolitik (KUSP). Han var utrikesråd för politiska frågor på Utrikesdepartementet i Stockholm 2007–2013 och efterträdde sedan Jonas Hafström som ambassadör i Washington 2013–2017. Sedan 2020 är Björn Lyrvall generaldirektör för FRA.
Lyrvall är gift med Madeleine Andersson Lyrvall, kansliråd på Utrikesdepartementet.

## Utmärkelser
- H. M. Konungens medalj i guld av 12:e storleken i Serafimerordens band (Kon:sGM12mserafb, 2022) för framstående insatser inom svensk stats- och utrikesförvaltning[2]